# Неизвестный астрономический объект
Неизвестный астрономический объект ( в случае, если объект существует, но его координаты неверны - потерянный астрономический объект ) — астрономический объект, который указан в каталоге, но не существующий на указанном месте в действительности.
Неизвестные астрономические объекты следуют отличать от потерянных малых планет. Обычно, неизвестные астрономические объекты стационарны и являются либо звездами, либо туманностями, либо иными подобными объектами, которые не передвигаются по небесной сфере.

## Примеры
В качестве примеров неизвестных или потерянных астрономических объектов могут выступить:
- NGC 6551
- NGC 6666
- NGC 7133
- NGC 7238
- NGC 7327